# قصبة دار دبيبغ

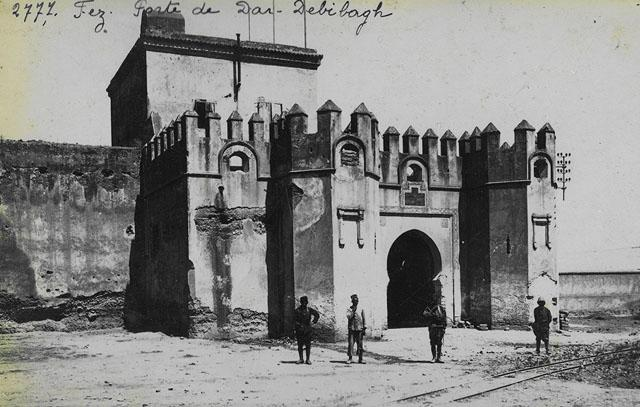
صورة فوتوغرافية لقصبة دار دبيبغ أو دار الدبيبغ بفاس

قصبة دار دبيبغ أو دار الدبيبغ بفاس، وتسمى أيضا قصبة "آيت سقاطو"، كانت في الأصل عبارة عن قصر ملكي أنشأه السلطان العلوي عبد الله بن إسماعيل جنوب فاس البالي سنة 1154هـ/1742م، وأضحت تسميته تطلق من طرف أهل فاس على الأحياء الحديثة التي أنشئت بجواره.

## سبب التشييد
شيدت قصبة دار الدبيبغ في موقع استراتيجي على بعد كيلومترات من أسوار المدينة، وكان موقعها يمكن من مراقبة الوافدين والمغادرين للمدينة.ويرجع سبب بنائها إلى رغبة السلطان المولى عبد الله في بناء حصن منيع في مواجهة أهل فاس الذين بايعوه ثم ثاروا عليه، وخوفا من جيش العبيد الذي كان في صراع دائم معه.

## فترة الاستعمار
اتخذها جيش الاستعمار الفرنسي سنة 1911 مقرا له، ومنذ ذلك الحين بدأ يتعرض للتلاشي والإهمال.

## الوضع الحالي
هذه القصبة العسكرية التي حملت اسمها المدينة الجديدة ب”دار دبيبغ” توجد اليوم في وضعية إهمال، وبها دور الصفيح العشوائية، وجدرانها متهالكة وآلية للسقوط، بينما ملامحها لازالت واضحة.
كانت القصبة من المنشآت الدفاعية القديمة في مدينة فاس، وتقع أكثر من ثلاثة كيلومترات جنوب المدينة القديمة، ومحاطة بسور.